# Pagode de Tien Chau

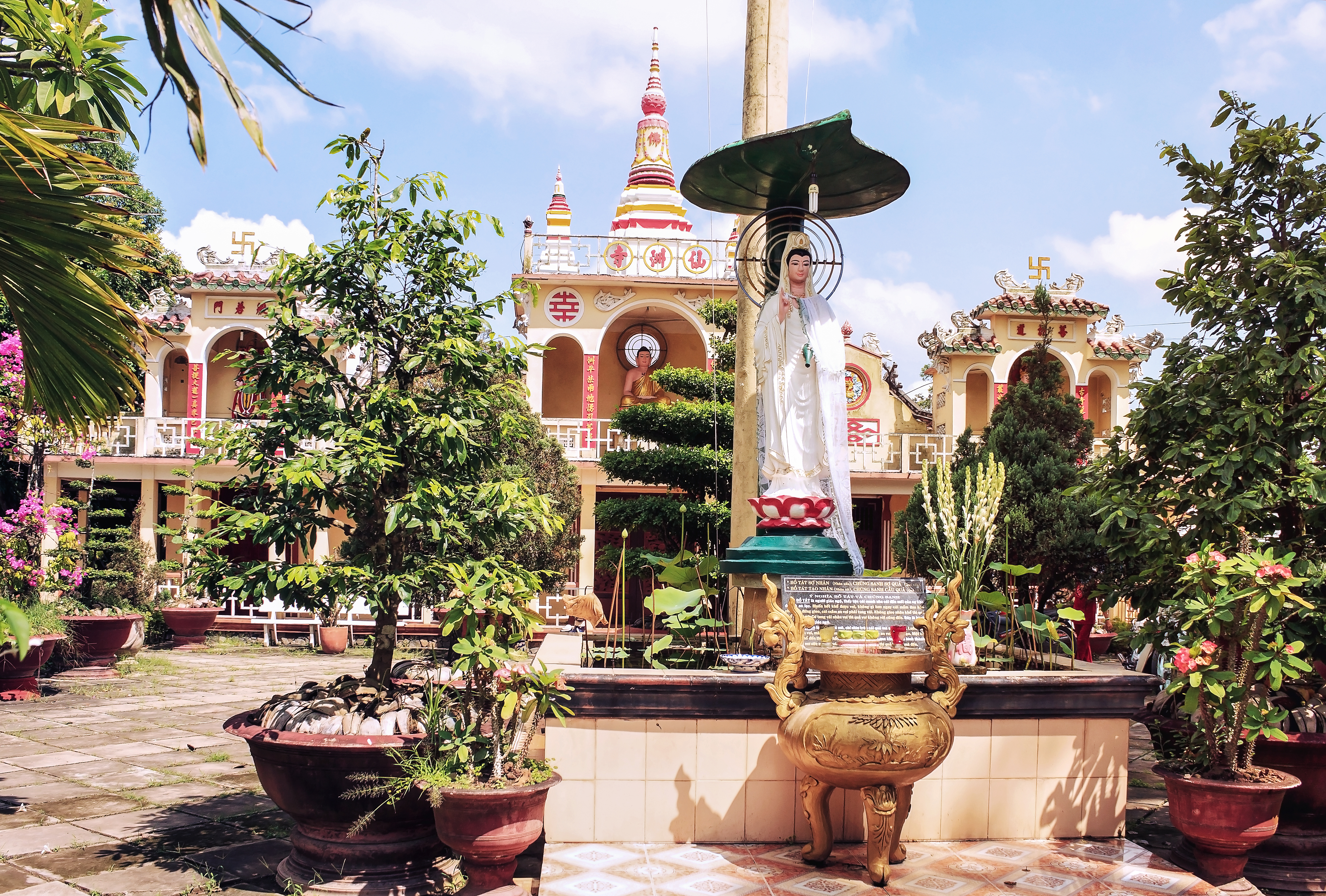
Vue de la pagode de Tien Chau avec sa svastika

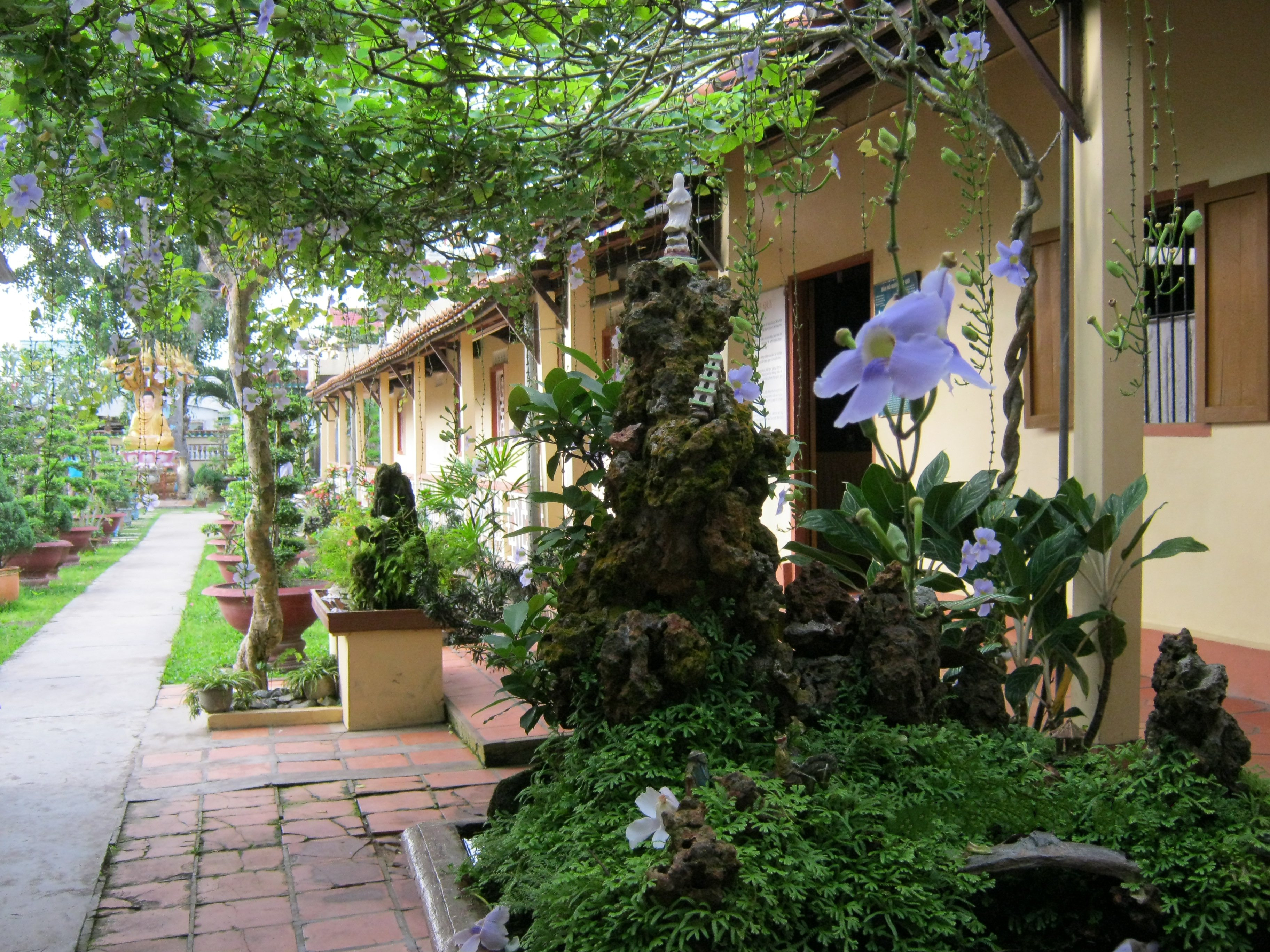
Vue de la cour avec le bâtiment de droite

La pagode de Tien Chau (en vietnamien: chùa Tiên Châu) ou encore pagode d'Amida, est la pagode bouddhiste la plus ancienne de la province de Vinh Long au Viêt Nam.
Elle se trouve sur la rive gauche du fleuve Co Chien, non loin de Vinh Long, sur un îlot formant le village d'An Thành dépendant de la commune de Bình Lương. La pagode est appelée Tien Chau (pagode de la rive aux fées), car selon la légende des fées venaient se baigner dans le fleuve au clair de lune.
Elle a été construite au milieu du XVIIIe siècle, rénovée à plusieurs reprises au cours du XIXe siècle et agrandie en 1899. Elle a été endommagée pendant la guerre du Vietnam au début de l'année 1968.
La pagode mesure 46 mètres de longueur et 20 mètres de largeur. Son toit possède cinq tourelles. Elle a été entièrement refaite en 2009.
L'intérieur recèle de nombreux objets de culte datant du XIXe siècle dont un Bouddha Maitreya remarquable.